# ۱۵۵ (پیش از میلاد)
۱۵۵ (پیش از میلاد) ۱۵۵مین سال قبل از تقویم میلادی است.